# Тайная армия (Франция)

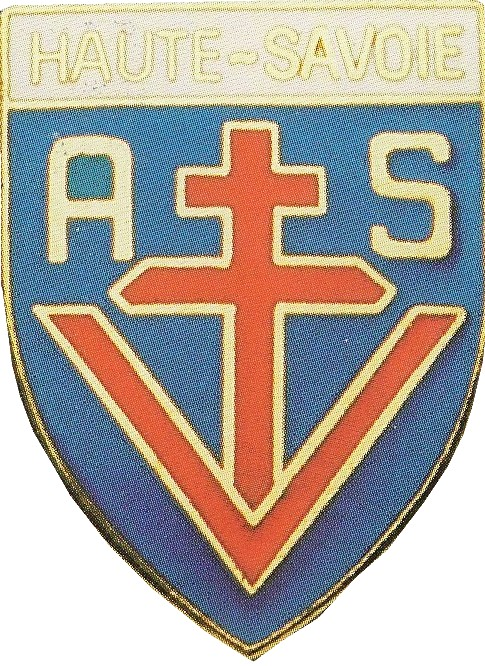
Эмблема Armée Secrète Верхней Савойи

Тайная армия (фр. Armée Secrète) — подпольная военная организация в рядах французского Сопротивления, подчинённая руководителю Сражающейся Франции генералу де Голлю, существовавшая в 1942—1944 годах на оккупированной территории Франции.

## История
Тайная армия возникла в конце 1942 года в результате объединения партизанских отрядов (маки́) трёх наиболее крупных движений Сопротивления на юге Франции: Комба, Либерасьон-Сюд и Фран-тирёр.
В середине 1942 года в регионе R1 (Рона-Альпы) перечисленные движения решили скоординировать действия имеющихся в их распоряжении боевых отрядов, чтобы повысить их эффективность. Руководитель Комба Анри Френей (фр. Henri Frenay) хотел возглавить новую структуру, но этому воспротивились руководитель Либерасьон-Сюд Эммануэль д’Астье де ла Вижери и руководитель Фран-тирёр Жан-Пьер Леви (фр. Jean-Pierre Levy). Представитель де Голля Жан Мулен настоял на том, что во главе организации должен стать человек, ранее не имевший отношения к вышеперечисленным движениям. Френей предложил кандидатуру генерала Шарля Делестрена, преданного сторонника де Голля и ярого противника режима Виши. Предложение было принято. 28 августа 1942 года в Лионе состоялась первая встреча Жана Мулена и генерала Делестрена. По окончании беседы Мулен распорядился, чтобы руководители участвующих в соглашении движений немедленно предоставили себя в распоряжение Делестрена.
В октябре Делестрен был официально назначен генералом де Голлем командующим Тайной армией. 27 ноября 1942 года в Коллонж-о-Мон-д'Ор состоялось учредительное заседание Координационного комитета Южной зоны, на котором Жан Мулен представил вызванным командирам руководителя Тайной армии. Этот комитет был призван подготовить практическое объединение трех движений сопротивления. Объединение партизанских отрядов заняло всего несколько недель, причем различные командиры были выбраны из числа действующих региональных командиров.
Голлистская Тайная армия в основном действовала в южной половине Франции: Рона-Альпы (область сопротивления R1), Овернь (область сопротивления R6), а также в Лимузене (область сопротивления R5), юго-востоке (область сопротивления R2) и юго-западе (область сопротивления R4) страны.
В Лондоне в феврале 1943 года на встрече с руководителями союзников Делестрену было поручено сделать свои войска «ядром будущей французской армии», насчитывающей 150 000 человек.
1 февраля 1944 года Тайная армия была объединена с Организацией армейского сопротивления и коммунистическими Фран-тирёрами и партизанами во Французские внутренние силы.